# Milliyet
Milliyet (Nationalität) ist eine führende türkische Tageszeitung mit Sitz in Istanbul und eine der ältesten Zeitungen des Landes. Lange Zeit galt sie als Mitte-Links, inzwischen stuft Eurotopics sie als „konservativ“ ein. Das auf dem Titelkopf gedruckte Motto lautet Basında Güven („Vertrauen in der Presse“).

## Anfänge (1926–1935)

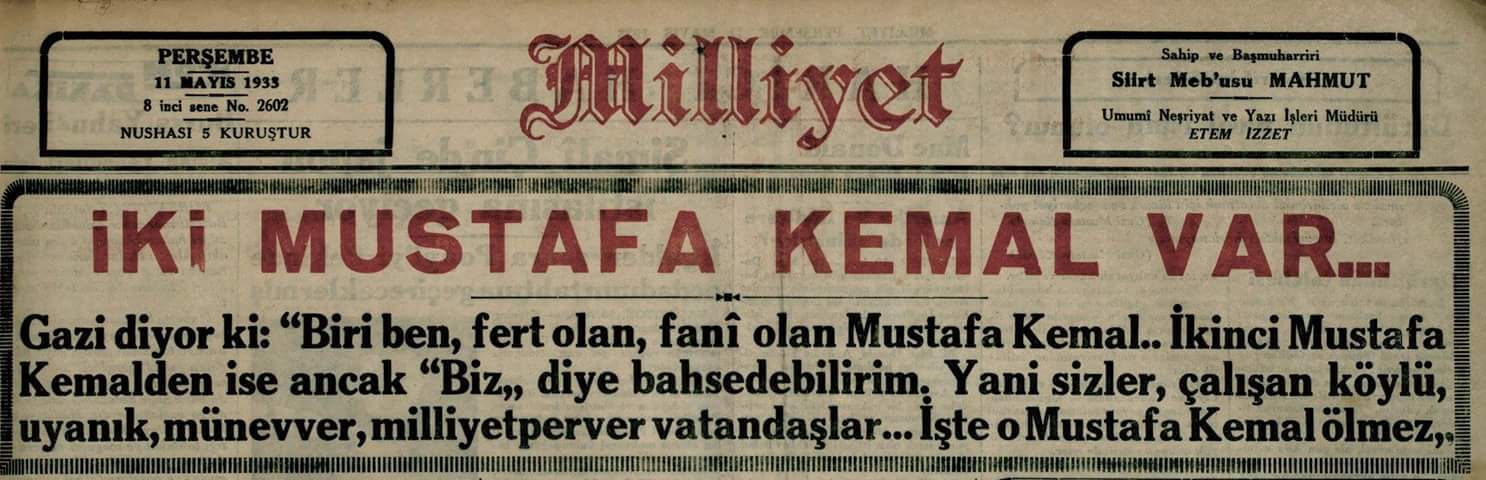
11. Mai 1933: „Es gibt zwei Mustafa Kemals...“

Milliyet wurde 1926 von Mahmut Nedim Soydan, einem einflussreichen Abgeordneten der damaligen Staatspartei CHP, mit Erlaubnis von Staatsgründer Mustafa Kemal Atatürk gegründet. Soydan gehörte zum Kreis um den CHP-Politiker Celâl Bayar, der sich für eine vorsichtig kapitalistische Wirtschaftspolitik und gegen einen allzu strikten Etatismus einsetzte. Für Soydan war die Milliyet ein Mittel, um für die wirtschaftspolitischen Ansichten seiner Fraktion zu werben.

## ZeitungTan(1935–1945)
1935 verkaufte Soydan das Blatt an den Journalisten Ali Naci Karacan, unter dem die Zeitung in Tan (Dämmerung) umbenannt wurde. Nach einem Jahr verkaufte dieser an Ahmet Emin Yalman und das Ehepaar Sabiha und Zekeriya Sertel, drei Journalisten, die mit Karacan zum Blatt gestoßen waren. Schließlich blieben die Sertels alleinige Eigentümer. Unter ihrer Führung entwickelte sich Tan zu einer zwischen sozialistisch-kemalistischen, vor allem aber antifaschistischen Zeitung, die gegen die Sympathisanten Nazideutschlands in den der türkischen Öffentlichkeit und Politik zu Felde zog. Außer den Herausgebern gehörten zu den Autoren Halil Lütfi Dördüncü, Refik Halit Karay, Aziz Nesin, Sabahattin Ali, Refi Cevad Ulunay, Bedii Faik Akın und Behice Boran.
Am 4. Dezember 1945 wurde das Gebäude der Tan im Istanbule Viertel Sirkeci von rund 10.000 Menschen, Nationalisten, Islamisten und Turanisten belagert. Im Antikommunismus vereint skandierte die Menge „Allah Allah“ und „Tode den Kommunisten“; die Druckmaschinen wurden zerstört, das Ehepaar Sertel entging nur knapp einem Lynchmord. Die sowjetische Führung legte eine Protestnote ein. Sie vermutete, der Angriff sei heimlich von der türkischen Staatsführung um İsmet İnönü gesteuert worden, weil Tan die türkische Regierung für die Konfrontation mit der Sowjetunion gegen Ende des Zweiten Weltkrieges kritisiert hatte.
Die Sertels und der Tan-Autor Nail Çakırhan wurden nach dem Angriff auf die Redaktion verhaftet und wegen „Verunglimpfung der Regierung und des Parlaments“ zu einjährigen Haftstrafen verurteilt. Formal existierte die Zeitung weiter, doch nach dem als Tan Olayı („Tan-Vorfall“) in die türkische Geschichte eingegangenen Angriff war die Zeitung nicht mehr in der Lage, weiter zu erscheinen.

## Ära Karacan/İpekçi (1950–1979)

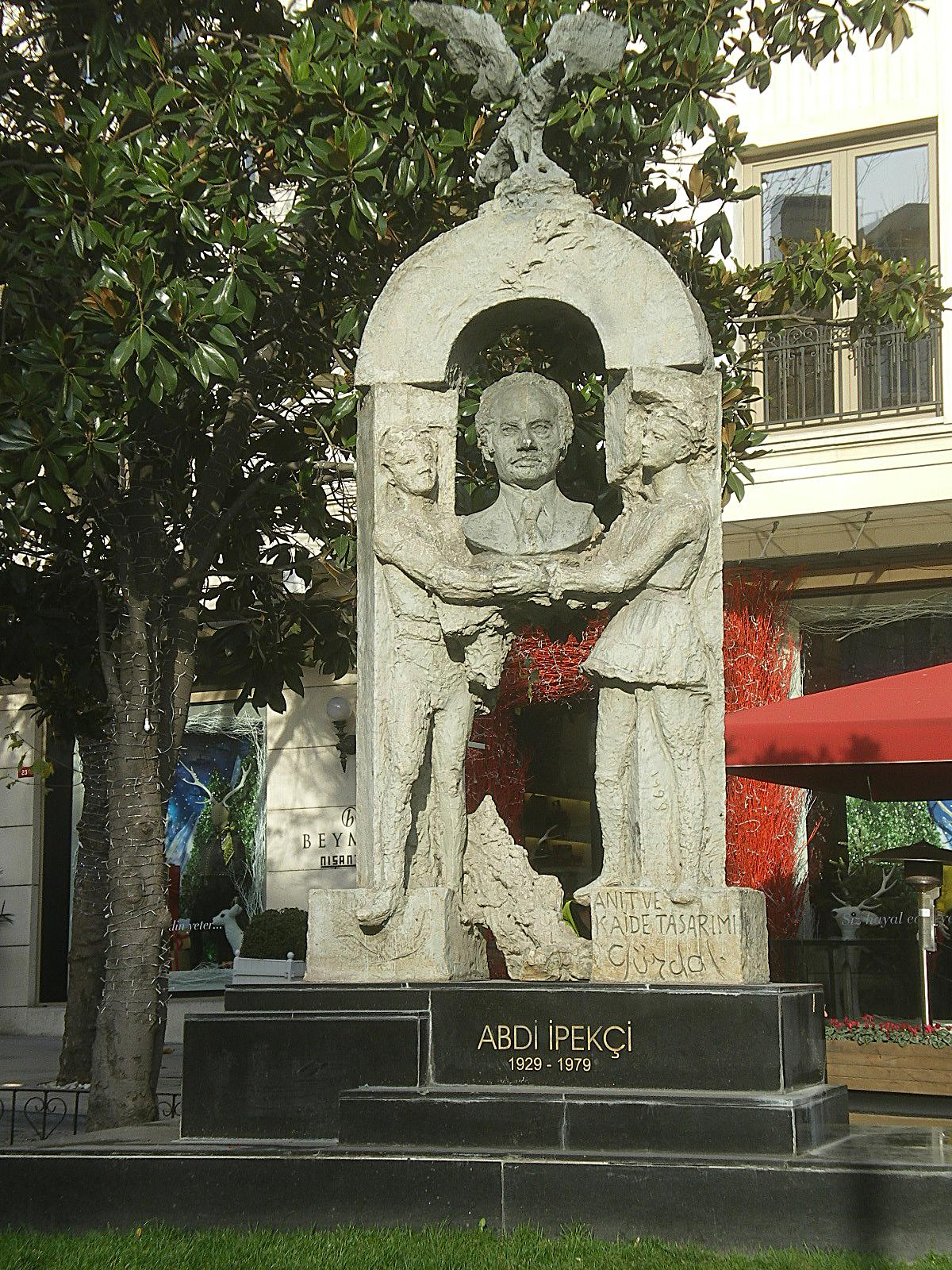
Denkmal für den ermordeten langjährigen Chefredakteur Abdi İpekçi in Nişantaşı

1950 kaufte Ali Naci Karacan, der nach seinem Ausstieg zur Nachrichtenagentur Anadolu gewechselt war, die Zeitung zurück. Am 3. Mai 1950, elf Tage vor dem Wahlsieg der Demokratischen Partei erschien die Zeitung wieder unter ihrem alten Namen Milliyet, wobei viele Autoren der Tan-Ära dem Blatt erhalten blieben.
1954 wurde ein neuer Zeitungskopf eingeführt, der in seinen Grundzügen bis in die Gegenwart erhalten geblieben ist. Außerdem wurde das Motto „unabhängige, politische Zeitung“ ersetzt durch „Zeitung des Volkes“ (Halkın Gazetesi) – ein Motto, das erst vierzig Jahre später durch das heutige abgelöst werden sollte.
Im selben Jahr stieß Abdi İpekçi zum Blatt, der zunächst als Chef vom Dienst und später als Chefredakteur das Blatt maßgeblich prägen sollte. 1955 verstarb der Verleger, sein Sohn Ercüment Karacan trat sein Erbe an.
Zunächst unterstützte das Blatt die Demokratisierungspolitik der Regierung von Ministerpräsident Adnan Menderes. Doch je mehr diese autoritäre Tendenzen zeigte, desto mehr ging die Milliyet auf Distanz.
Unter Ercüment Karacan und Abdi İpekçi galt die Berichterstattung als ausgewogen; geprägt wurde das Blatt von sozialdemokratischen, sozialliberalen oder linkssozialistischen Autoren, darunter Çetin Altan, Mehmet Ali Birand, İsmail Cem, Bülent Ecevit, Ali Gevgilli, Reşad Ekrem Koçu Aziz Nesin, Örsan Öymen, Hasan Pulur, Peyami Safa, Mümtaz Soysal, Metin Toker und İpekçi selbst.
Diese Ära endete, als Chefredakteur İpekçi am 1. Februar 1979 vom späteren Papstattentäter Mehmet Ali Ağca, einem militanten Anhänger der Grauen Wölfe ermordet wurde. Der Mord erregte internationales Aufsehen; die Hintergründe konnten nie aufgeklärt werden. Fünf Monate danach verkaufte der Verleger Karacan die Milliyet an den Unternehmer Aydın Doğan.

## Ära Doğan (1979–2011)
Doğan war zuvor in anderen Geschäftsbereichen tätig gewesen. Mit dem Kauf der Milliyet legte er nicht nur den Grundstein seines heutigen Medienimperiums, sondern läutete zugleich in der türkischen Presse die Ära der Großkonzerne ein.
Nach dem Eigentümerwechsel und dem Militärputsch im Jahr darauf versuchte die Milliyet, sich den veränderten Umständen anzupassen. Einerseits ging der Trend zur Boulevardisierung auch an der Milliyet nicht vorbei. Andererseits sorgte die Zeitung immer wieder mit journalistischer Arbeit für Aufmerksamkeit, so 1988, als der Milliyet-Autor Mehmet Ali Birand in der libanesische Bekaa-Ebene Abdullah Öcalan interviewte. Es war das erste Interview mit dem Anführer der Arbeiterpartei Kurdistans (PKK) in der türkischen Presse; die Ausgabe wurde verboten.
Ab den 1990er-Jahren suchte die Milliyet zwischen der konservativ-liberalen, mitunter boulevardesken Hürriyet (1994 von Doğan aufgekauft) und der linksliberalen Qualitätszeitung Radikal (ab von Doğan herausgegeben) ihren Platz. Die linksliberale Tradition setzten nun Autoren wie Şahin Alpay, Altan Öymen, Derya Sazak, später Hasan Cemal, Can Dündar, Kadri Gürsel, Yasemin Çongar oder Ece Temelkuran fort, während Autoren wie Mehmet Barlas, Fikret Bila oder Taha Akyol für eher konservativ-liberale Positionen standen.
Insbesondere unter Sedat Ergin (Chefredakteur 2005–2009) konzentrierte sich die Milliyet als erste türkische Zeitung auf das Internet; noch im Jahr 2009 war milliyet.com.tr in der Türkei die am sechsthäufigsten besuchte Webseite überhaupt. Zu Ergins Abschied bescheinigte ihm der Kolumnist Can Dündar, unter Ergins Führung habe die Milliyet eine ihr „würdige, ausgewogene, faire oppositionelle Linie“ verfolgt.

## Ära Demirören (seit 2011)

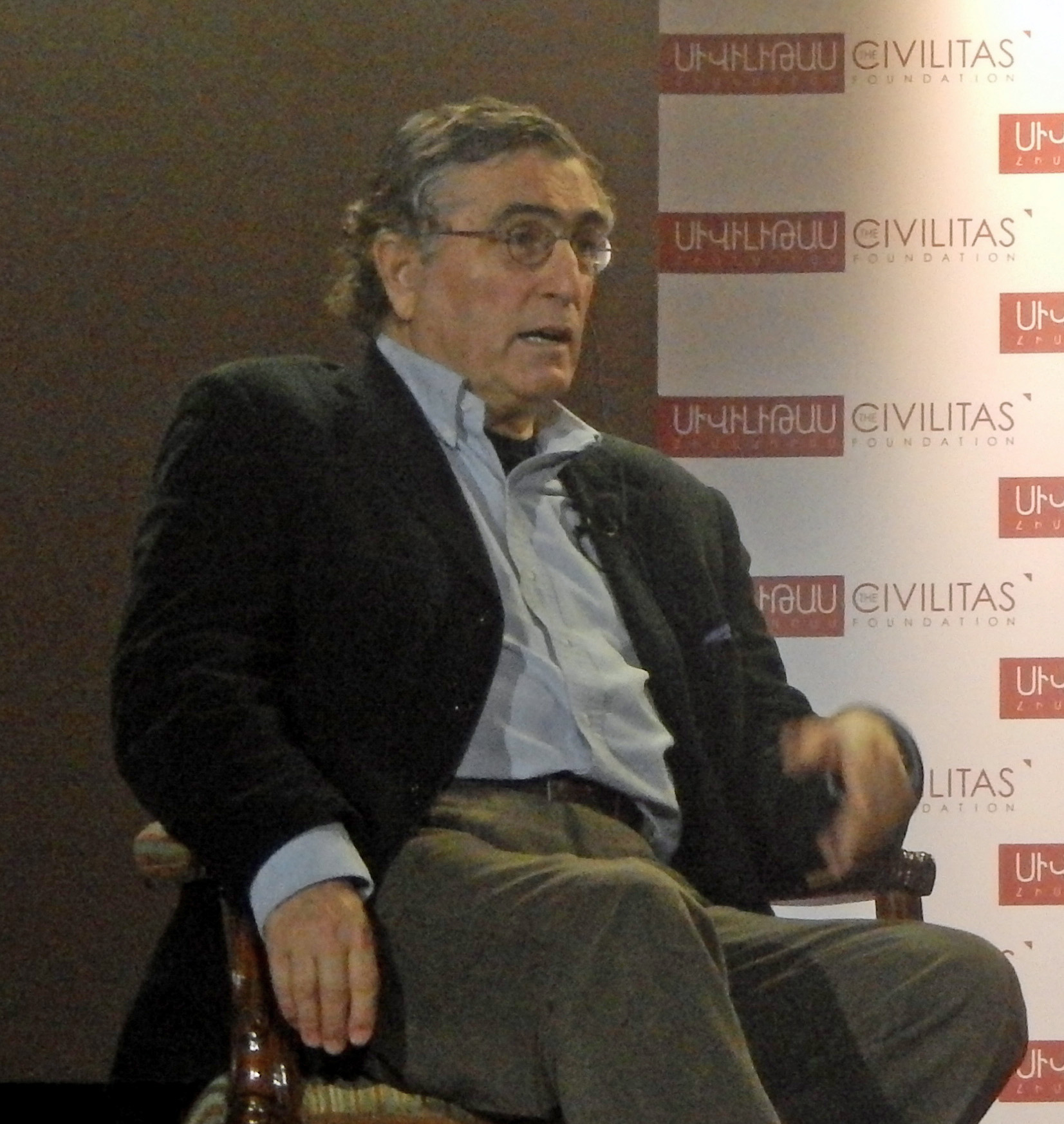
Hasan Cemal (Foto von 2014), von 1998 bis 2013 Redakteur der Milliyet

Im April 2011 verkaufte die durch Steuernachforderungen in finanzielle Bedrängnis geratene Doğan-Gruppe die Milliyet mit der Tageszeitung Vatan an die Demirören Holding, einem Mischkonzern mit guten Kontakten zur AKP-Regierung. Anfangs war auch Ali Karacan, Enkel des Milliyet-Gründers von 1950, als Partner beteiligt, zog sich jedoch bald zurück.
Schon bald folgten die ersten Entlassungen von Redakteuren aus der Nachrichtenredaktion und anderen Ressorts. Für größere Aufmerksamkeit sorgten die Fälle, in denen es um bekanntere Journalisten und Autoren ging. Als erster wurde im Februar 2012 die Zusammenarbeit mit der bekannten Politikprofessorin Nuray Mert beendet, die erst im Vorjahr als Kolumnistin begonnen hatte. Mert führte dies auf politischen Druck zurück und wertete ihre Entlassung als Zeichen dafür, wie es in der Türkei um „die Freiheiten steht“. Im Dezember desselben Jahres wurde Tayfun Devecioğlu, der 2009 die Chefredaktion übernommen hatte, entlassen. Zuvor hatte sich Ministerpräsident Recep Tayyip Erdoğan öffentlich über einen Bericht von Devecioğlu über den damaligen Generalstabschef Necdet Özel empört hatte.
Im Frühjahr 2013 folgte die Entlassung von Hasan Cemal, seit 1998 Redakteur und Autor bei der Milliyet. Die Milliyet hatte einige Protokolle der Gespräche veröffentlicht, die zu dieser Zeit Vertreter der Regierung und Politiker der prokurdischen BDP auf der Gefängnisinsel İmralı mit Abdullah Öcalan führten. Erdoğan echauffierte sich darüber öffentlich („Nieder mit einem solchen Journalismus“), während Cemal, erklärtermaßen ein Befürworter einer friedlichen Lösung des Kurdenkonflikts, den Vorwurf der Sabotage zurückwies.
Bald darauf wurde der Can Dündar nach zwölf Jahren bei der MIlliyet entlassen. Anlass waren seine regierungskritischen Kommentare zu den landesweiten Protesten um den Gezi-Park. „Vielleicht war es ein Faktor, dass dem Boss meine Texte nicht gefielen. Aber ich denke, dass sie vor allem der Regierung nicht gefielen“, sagte Dündar hinterher.
Etwa zeitgleich traf es Derya Sazak, seit 1982 bei der Milliyet und Devecioğlus Nachfolger als Chefredakteur, der versucht hatte, die Kündigung von Cemal und Dündar abzuwehren.
Im Frühjahr 2014 gelangte im Zuge des Korruptionsskandals der Mitschnitt eines illegal abgehörten Telefongesprächs zwischen Ministerpräsident Erdoğan und Konzernchef Demirören an die Öffentlichkeit: Erdoğan beschwerte sich darin über die Veröffentlichung der İmralı-Papiere und nannte den verantwortlichen Chefredakteur einen „ehrlosen, niederträchtigen, miesen Kerl“ forderte dessen Entlassung. Am Ende der gut vier Minuten langen Aufzeichnung brach der damals 75-jährige Demiröen in Tränen aus und schluchzte: „Wie bin ich da bloß hineingeraten?“

Ungeachtet dessen setzten sich die politisch bedingten Entlassungen fort; so wurden im August 2015 binnen weniger Tage neun Redakteure und Reporter entlassen, darunter Kadri Gürsel, Kemal Göktaş und Mehveş Evin. In einem Gastbeitrag für Die Zeit schrieb sie danach: 

„Seit den Gezi-Protesten 2013 hat die konservative AKP-Regierung den Druck nicht nur auf die Zeitung Milliyet erhöht, bei der ich eine Kolumne hatte, sondern auf alle Medienhäuser. Ich wusste, dass ich – wie viele meiner Kollegen auch – am Ende entlassen werden würde, weil ich über kritische Themen wie Menschen- und Frauenrechte, Presse- und Meinungsfreiheit, die Kurdenfrage und die Umweltverschmutzung schreibe.“

## Deutschland-Ausgabe
In Deutschland erschien die Milliyet seit 1972 und konnte sich lange Zeit neben Tercüman (1970er/1980er Jahre) bzw. Sabah und Zaman (1990er/2000er Jahre) sowie der Hürriyet etablieren. Noch in der Doğan-Ära wurde die Ausgabe für das europäische Ausland eingestellt. Die letzte erschien am 8. Mai 2010.